# Cilly
Cilly és un municipi francès situat al departament de l'Aisne i a la regió dels Alts de França. L'any 2007 tenia 224 habitants.

## Demografia

### Població
El 2007 la població de fet de Cilly era de 224 persones. Hi havia 84 famílies de les quals 12 eren unipersonals (4 homes vivint sols i 8 dones vivint soles), 36 parelles sense fills i 36 parelles amb fills.
La població ha evolucionat segons el següent gràfic:
Habitants censats

### Habitatges
El 2007 hi havia 97 habitatges, 86 eren l'habitatge principal de la família, 5 eren segones residències i 6 estaven desocupats. 95 eren cases i 1 era un apartament. Dels 86 habitatges principals, 71 estaven ocupats pels seus propietaris, 13 estaven llogats i ocupats pels llogaters i 2 estaven cedits a títol gratuït; 2 tenien dues cambres, 10 en tenien tres, 30 en tenien quatre i 44 en tenien cinc o més. 70 habitatges disposaven pel capbaix d'una plaça de pàrquing. A 40 habitatges hi havia un automòbil i a 37 n'hi havia dos o més.

### Piràmide de població
La piràmide de població per edats i sexe el 2009 era:
| Homes | Edats   | Dones |
| ----- | ------- | ----- |
| 0     | 95 o +  | 0     |
| 0     | 90 a 94 | 0     |
| 0     | 85 a 89 | 0     |
| 0     | 80 a 84 | 0     |
| 0     | 75 a 79 | 4     |
| 4     | 70 a 74 | 4     |
| 16    | 65 a 69 | 16    |
| 4     | 60 a 64 | 8     |
| 8     | 55 a 59 | 0     |
| 20    | 50 a 54 | 16    |
| 4     | 45 a 49 | 4     |
| 4     | 40 a 44 | 12    |
| 8     | 35 a 39 | 16    |
| 8     | 30 a 34 | 0     |
| 8     | 25 a 29 | 8     |
| 4     | 20 a 24 | 8     |
| 12    | 15 a 19 | 4     |
| 12    | 10 a 14 | 8     |
| 4     | 5 a 9   | 0     |
| 4     | 0 a 4   | 8     |

## Economia
El 2007 la població en edat de treballar era de 144 persones, 109 eren actives i 35 eren inactives. De les 109 persones actives 96 estaven ocupades (57 homes i 39 dones) i 13 estaven aturades (6 homes i 7 dones). De les 35 persones inactives 14 estaven jubilades, 6 estaven estudiant i 15 estaven classificades com a «altres inactius».

### Ingressos
El 2009 a Cilly hi havia 87 unitats fiscals que integraven 241 persones, la mediana anual d'ingressos fiscals per persona era de 14.587 €.

### Activitats econòmiques
Dels 7 establiments que hi havia el 2007, 1 era d'una empresa extractiva, 1 d'una empresa alimentària, 1 d'una empresa de fabricació d'altres productes industrials, 1 d'una empresa de construcció, 1 d'una empresa de comerç i reparació d'automòbils, 1 d'una empresa immobiliària i 1 d'una empresa classificada com a «altres activitats de serveis».
L'únic servei als particulars que hi havia el 2009 era una fusteria.
L'any 2000 a Cilly hi havia 5 explotacions agrícoles.

## Equipaments sanitaris i escolars
El 2009 hi havia una escola elemental integrada dins d'un grup escolar amb les comunes properes formant una escola dispersa.

## Poblacions més properes
El següent diagrama mostra les poblacions més properes.